# NGC 5395
NGC 5395 é uma galáxia espiral (Sb) localizada na direcção da constelação de Canes Venatici. Possui uma declinação de +37° 25' 31" e uma ascensão recta de 13 horas, 58 minutos e 37,9 segundos.
A galáxia NGC 5395 foi descoberta em 16 de Maio de 1787 por William Herschel.